# Topfenstrudel

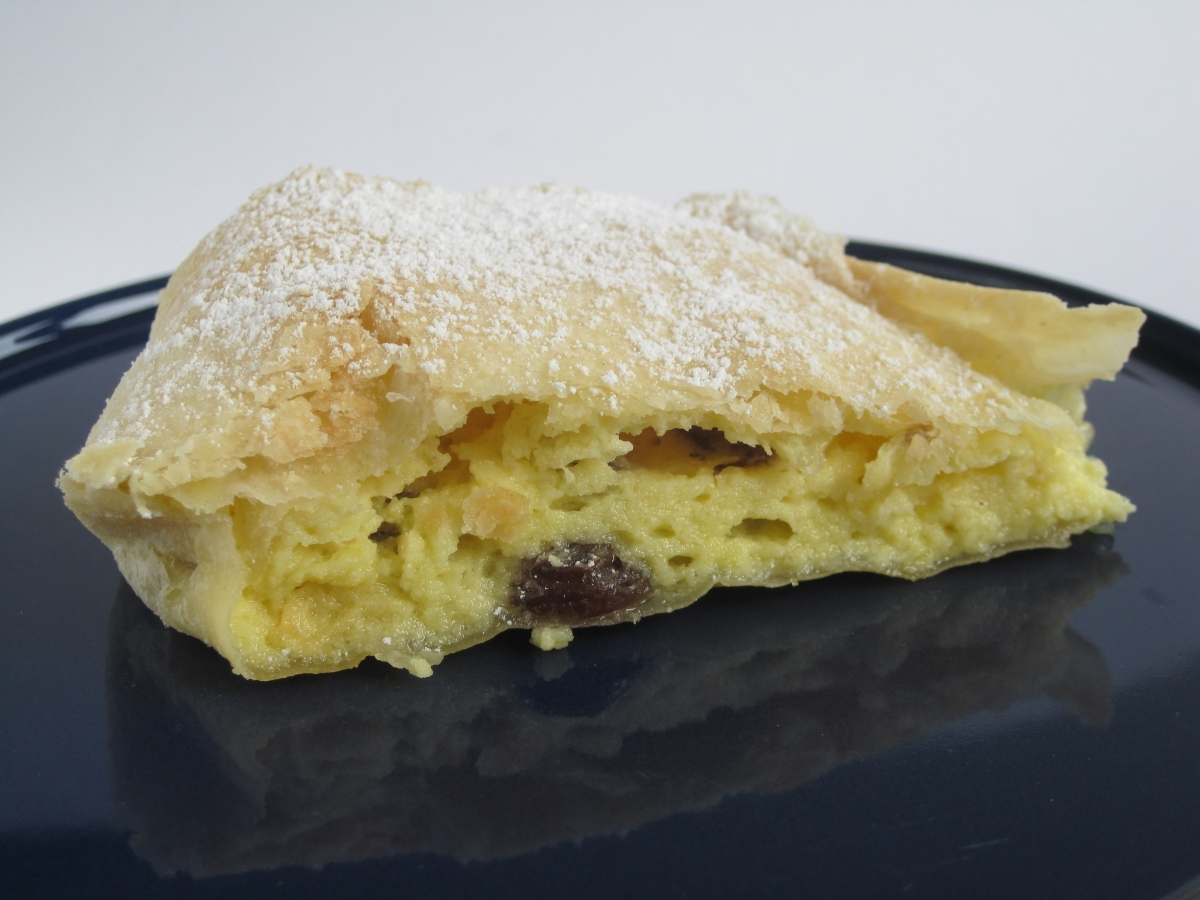
Ein Stück Topfenstrudel

Ein Topfenstrudel (auch Quarkstrudel, ungarisch Túrós rétes) ist auf dem Gebiet der österreichisch-ungarischen Monarchie entstandenes Strudelteiggebäck, ähnlich einem Apfelstrudel.
Ein Topfenstrudel ist mit Topfen gefüllt, dem oft noch Rahm beigemischt wird. Häufige Zutaten sind außerdem Eier, Zucker, Rosinen und Gewürze wie Vanille. Die Masse wird in Strudelteig eingerollt, aber auch Blätterteig ist geeignet. Der Strudel kann in einer Auflaufform als auch auf einem eingefetteten Backblech zubereitet werden. In Österreich wird der Topfenstrudel oft mit Vanillesauce gegessen.